# Hauts-de-France

Bản đồ Hauts-de-France gồm 5 tỉnh, tô màu theo các tỉnh lịch sử tồn tại cho đến năm 1790.
Picardie
Île-de-France
Artois
Flandre thuộc Pháp
Hainaut thuộc Pháp
Cambrai
Champagne
Khác

Hauts-de-France (phát âm tiếng Pháp: [o d(ə) fʁɑ̃s], nghĩa là "Thượng Pháp"; tiếng Picard: Heuts-d'Franche) là một vùng của Pháp được lập ra trong cuộc cải cách lãnh thổ các vùng vào năm 2014, bằng việc hợp nhất Nord-Pas-de-Calais và Picardie. Vùng mới tồn tại từ ngày 1 tháng 1 năm 2016, sau bầu cử cấp vùng vào tháng 12 năm 2015. Hội đồng Nhà nước phê chuẩn Hauts-de-France là tên gọi của vùng vào ngày 28 tháng 9 năm 2016, có hiệu lực từ ngày 30 tháng 9 năm 2016.
Vùng có diện tích hơn 31.813 km², dân số năm 2012 là 5.973.098 người. Vùng giáp với Bỉ (Hainaut và West-Vlaanderen) về phía đông bắc, eo biển Manche về phía tây bắc, và giáp các vùng Grand Est về phía đông nam, Île-de-France về phía nam, và Normandie vè phía tây nam. Vùng nối với Anh qua Đường hầm eo biển Manche.
Đô thị lớn
1. Lille (227.560; thủ phủ)
2. Amiens (133.448)
3. Roubaix (94.713)
4. Tourcoing (91.923)
5. Dunkirk (90.995)
6. Calais (72.589)
7. Villeneuve-d'Ascq (62.308)
8. Saint-Quentin (55.978)
9. Beauvais (54.289)
10. Valenciennes (42.691)